# 铃儿响叮当

《铃儿响叮当》曲谱

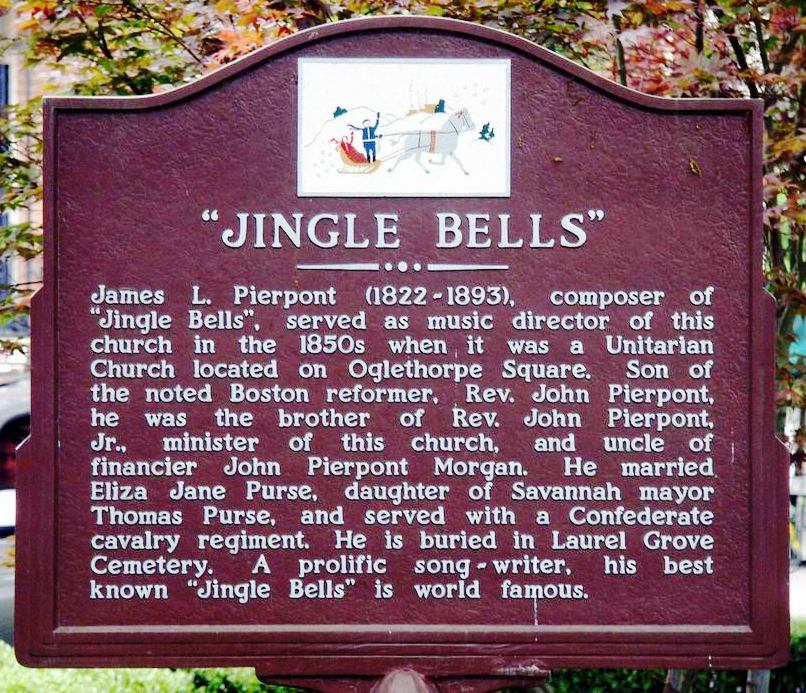
位于美国萨凡纳的纪念碑，为了纪念皮尔潘特和他的铃儿响叮当。

《铃儿响叮当》（Jingle Bells）是全世界最著名并且最经常传唱的美国冬季歌曲。它的作者是詹姆斯·洛德·皮爾龐特 (1822–1893) 。这首歌发行于1857年秋天，原名One Horse Open Sleigh。虽然它现在一般与圣诞节联系在一起，但是它原来是用于庆祝感恩节的。它曾经被声称是写给主日學合唱团演唱的，但是历史学家对此有争议，因为在那个年代其歌词會被視為具“挑逗性”，不適合儿童教會合唱团。

## 英文歌词
Dashing through the snow,
In a one-horse open sleigh.
O'er the fields we go,
Laughing all the way.
Bells on bobtail ring,
Making spirits bright.
What fun it is to ride and sing,
A sleighing song tonight!
Jingle bells, jingle bells,
Jingle all the way.
Oh what fun it is to ride,
In a one-horse open sleigh.
Jingle bells, jingle bells,
Jingle all the way.
Oh what fun it is to ride,
In a one-horse open sleigh!
A day or two ago,
I thought I'd take a ride.
And soon, Miss Fanny Bright,
Was seated by my side.
The horse was lean and lank,
Misfortune seemed his lot.
He got into a drifted bank,
And then we got upsot.
Jingle bells, jingle bells,
Jingle all the way.
Oh what fun it is to ride,
In a one-horse open sleigh!
Jingle bells, jingle bells,
Jingle all the way.
Oh what fun it is to ride,
In a one-horse open sleigh!

## 台湾中文歌词
作者：王毓騵
雪花隨風飄　花鹿在奔跑　聖誕老公公　駕著美麗雪橇
經過了原野　渡過了小橋　跟著和平歡喜歌聲翩然地來到
叮叮噹　叮叮噹　鈴聲多響亮　你看他呀不避風霜　面容多麼慈祥
叮叮噹　叮叮噹　鈴聲多響亮　他給我們帶來幸福　大家喜洋洋
紅衣紅帽人 兩道白眉毛 白髮白鬍鬚 帶來禮物一包
穿過了森林 渡過了山腰 跟著和平歡喜歌聲翩然地來到
叮叮噹　叮叮噹　鈴聲多響亮　你看他呀不避風霜　面容多麼慈祥
叮叮噹　叮叮噹　鈴聲多響亮　他給我們帶來幸福　大家喜洋洋
叮叮噹　叮叮噹　鈴聲多響亮　你看他呀不避風霜　面容多麼慈祥
叮叮噹　叮叮噹　鈴聲多響亮　他給我們帶來幸福　大家喜洋洋

## 中国大陆中文歌词
作者：程雨菲
冲破大风雪，我们坐在雪橇上，
快奔驰过田野，我们欢笑又歌唱。
马儿铃声响叮当，令人精神多欢畅，
我们今晚滑雪真快乐，把滑雪歌儿唱。
叮叮当，叮叮当，铃儿响叮当，
今晚滑雪多快乐，我们坐在雪橇上。
叮叮当，叮叮当，铃儿响叮当，
今晚滑雪多快乐，我们坐在雪橇上。
在一两天之前，我想出外去游荡，
那位美丽小姑娘，她坐在我身旁。
那马儿瘦又老，它命运不吉祥，
把雪橇拖进泥塘里，害得我们糟了殃。
叮叮当，叮叮当，铃儿响叮当，
今晚滑雪多快乐，我们坐在雪橇上。
叮叮当，叮叮当，铃儿响叮当，
今晚滑雪多快乐，我们坐在雪橇上。

## 香港版廣東話歌詞
廣東話歌名：叮叮噹
叮叮噹，叮叮噹，鐘聲四處響，
聖誕節，快快樂樂，
只聽見四周和唱；

叮叮噹，叮叮噹，鐘聲四處響，
聖誕節，快快樂樂，
開心最難忘。

人人都喜氣洋，
同行於街上，
霓虹光映兩岸，
燈飾美而亮；
長長街不覺長，
時常開心四望，
霓虹燈影裡拍個照，
歡欣那願忘，HEY！

## 1947年中文歌词
作者：嚴折西(陸麗)
看白雪飄飄 飄飄向四郊 那車兒轔轔 那馬兒蕭蕭
看聖誕老人 他翩然來到 你來看他白鬚白髮白眉毛
叮鈴鈴 叮鈴鈴 鈴聲響亮 帶給你 好運道 快樂又逍遙
叮鈴鈴 叮鈴鈴 鈴聲響亮 帶給你 好運道 快樂又逍遙
看白雪飄飄 片片像鵝毛 如銀裝世界如玉琢粉彫
看聖誕老人 他頭戴風帽 你來看他大紅外套黃絲襯
叮鈴鈴 叮鈴鈴 鈴聲響亮 帶給你 好運道 快樂又逍遙
叮鈴鈴 叮鈴鈴 鈴聲響亮 帶給你 好運道 快樂又逍遙
看白雪飄飄 滾滾下雲霄 那一群兒童 在滑著雪撬
看聖誕老人 他呵呵大笑 你來看他喜喜洋洋樂陶陶
叮鈴鈴 叮鈴鈴 鈴聲響亮 帶給你 好運道 快樂又逍遙
叮鈴鈴 叮鈴鈴 鈴聲響亮 帶給你 好運道 快樂又逍遙

## 注
1. ↑  这里的原始歌词是upsot，不是upset。在古代英语中，upsot曾经是upset的过去分词。在这里指“被倾覆”。